# 路德會聖十架學校
路德會聖十架學校（英語：Holy Cross Lutheran School），是一所位於香港荃灣路德圍的一所小學，兼收男女學生。於1971年成立，校舍建於1960年代末初清拆的荃灣河背村圍海造田的農地上。學校本著「一切為孩子」的理念，著重培養孩子「學會學習」、「終身學習」的能力。配合新的教育趨勢，設計校本課程包括「資優教育」、「科學、科技、工程、數學(STEM)」、「電子學習」、「中國歷史及文化（CHARM）」、「創意教學」及芬蘭教育的元素，讓學生發展多元智能，建立優良品格。

## 校政管理
歷任校監
- 彭世開 先生[1]
- 陸展宏 先生

歷任校長
- 陳典琪 女士（上午校）[2]
- 陳煜新 牧師（下午校）[2]
- 梁守儀 女士（上午校）[1]
- 梁乙光 先生（下午校）[3]
- 王淑芬 女士

## 辦學宗旨
路德會聖十架學校秉承香港路德會辦學的核心價值，以承擔精神、憐憫以及全人價值教育學生。

## 著名/傑出校友
- 麥鍵美：2005年香港中學會考十優狀元。
- 胡曉樂：2008年香港中學會考十優狀元。
- 鍾晴：無綫電視合約藝員。
- 游嘉欣：無綫電視藝人，《#後生仔傾吓偈》主持
- 梅綺玲：前福來邨錦全幼稚園校長

## 外部連結
- 路德會聖十架學校 （页面存档备份，存于）